# Cumberland (Ohio)
Cumberland és una població dels Estats Units a l'estat d'Ohio. Segons el cens del 2000 tenia 402 habitants.

## Demografia
Segons el cens del 2000, Cumberland tenia 402 habitants, 145 habitatges, i 109 famílies. La densitat de població era de 323,4 habitants/km².
Dels 145 habitatges en un 42,8% hi vivien nens de menys de 18 anys, en un 56,6% hi vivien parelles casades, en un 9,7% dones solteres, i en un 24,8% no eren unitats familiars. En el 22,8% dels habitatges hi vivien persones soles el 13,1% de les quals corresponia a persones de 65 anys o més que vivien soles. El nombre mitjà de persones vivint en cada habitatge era de 2,77 i el nombre mitjà de persones que vivien en cada família era de 3,2.
Per edats la població es repartia de la següent manera: un 32,3% tenia menys de 18 anys, un 6,2% entre 18 i 24, un 30,8% entre 25 i 44, un 19,9% de 45 a 60 i un 10,7% 65 anys o més.
L'edat mediana era de 34 anys. Per cada 100 dones de 18 o més anys hi havia 91,5 homes.
La renda mediana per habitatge era de 29.792 $ i la renda mediana per família de 30.714 $. Els homes tenien una renda mediana de 25.385 $ mentre que les dones 16.500 $. La renda per capita de la població era d'11.003 $. Aproximadament el 14,3% de les famílies i el 20,1% de la població estaven per davall del llindar de pobresa.

## Poblacions més properes
El següent diagrama mostra les poblacions més properes.